# Histoire des cosmologies scientifiques prérelativistes
L'histoire des cosmologies scientifiques prérelativistes s'intéresse à l'évolution des représentations du monde ou de l'univers au travers des siècles et avant la découverte des galaxies. Deux modèles cosmologiques historiques ont prédominé : ce sont le géocentrisme et l'héliocentrisme. 

## La cosmologie antique

Schéma de l’univers d’Anaximandre.

Jusqu'à l'époque de Thalès de Milet, au VIe siècle av. J.-C. siècle avant l'ère chrétienne, la représentation de la Terre était plate. Pour les Égyptiens, la forme de la Terre, de type ovalisée, comme une coupelle, ne s'étendait guère au-delà du Nil.
Les astronomes qui vivaient à l'époque de la colonisation grecque remarquèrent qu'une étoile, Canopus (constellation de la Carène), était visible d'Alexandrie mais pas d'Athènes, ce qui ne pouvait s'expliquer que si la surface de la Terre était courbe. Bien qu'une Terre cylindrique puisse être compatible avec ces observations, l'image d'une Terre sphérique s'est vite imposée à l'esprit des philosophes antiques. Dans le Timée de Platon, Socrate indique que la Terre est ronde, comme les ballons, et que vue d'en haut on pourrait voir toutes ses couleurs. La forme de la Terre n'est pas le seul aspect des cosmologies antiques. Sa place dans l'Univers va longtemps être source de débats, et ce jusqu'au début du XXe siècle.
Pendant des siècles, la représentation est restée géocentrique (la Terre au centre de l'Univers) : « le soleil se lève et se couche » en est un héritage persistant et quasi universel (« le pays du soleil levant »).
La représentation la plus répandue a été longtemps que l'univers était en mouvement autour de la Terre.
Le philosophe grec Aristote (-384 – -322 av. J.-C.) écrivait que la Terre était sphérique parce que son ombre sur la Lune, lors des éclipses, était circulaire.
Le philosophe grec Ératosthène a estimé la taille de notre planète. Il savait qu'au solstice d'été (le 21 juin) à Syène, au sud de l'Égypte (aujourd'hui Assouan), le soleil éclairait à midi le fond d'un puits profond, et donc est situé à la verticale du puits, au zénith. L'écart du Soleil à la verticale à Alexandrie le même jour est aisément mesurable en regardant l'ombre d'un bâton. À l'aide de ces données et de la connaissance de la distance entre ces deux villes (connue… par le nombre de jours nécessaires pour aller de l'une à l'autre à dos de chameau), il lui fut possible de déterminer la circonférence terrestre. Malgré les imprécisions des mesures et un hasard heureux qui voulut que les différentes erreurs se compensent (la distance entre les deux villes était sous-évaluée, mais Ératosthène ne tint pas compte de la différence de longitude entre celles-ci), il obtint un résultat proche de la mesure exacte, environ 40 000 kilomètres (la mesure exacte étant 40 070 km à l'équateur).
Le grec Posidonius a utilisé la hauteur maximum de la brillante étoile Canopée, vue d'Égypte et, simultanément, de l'île de Rhodes (au sud-ouest de la Turquie) plus au nord. Le calife arabe Al-Mamun, qui régna à Bagdad de 813 à 833, envoya deux équipes d'arpenteurs mesurer une ligne de base nord-sud, ce qui lui a également permis de vérifier la sphéricité et d'obtenir le rayon de la Terre.
Se basant sur l'analyse des éclipses de Lune et de Soleil, Aristarque de Samos fut en mesure de déterminer le diamètre de la Lune ainsi que la distance Terre-Lune, avec une précision tout à fait remarquable.
En se basant sur l'angle que faisait la Lune à son premier quartier avec le Soleil, Hipparque trouva un moyen de mesurer la distance Terre-Soleil, qu'il sous-évalua d'une facteur 8 en raison des imprécisions de mesure. Il n'en demeure pas moins qu'il fut en mesure de réaliser que la taille du système solaire était gigantesque par rapport à celle de la Terre, se comptant alors en dizaines de millions de kilomètres.
Si les distances pouvaient être mesurées, et les mouvements relatifs entre les astres connus par l'observation, la place de la Terre dans le système solaire est longtemps restée impossible à déterminer.

## La cosmologie auMoyen Âge

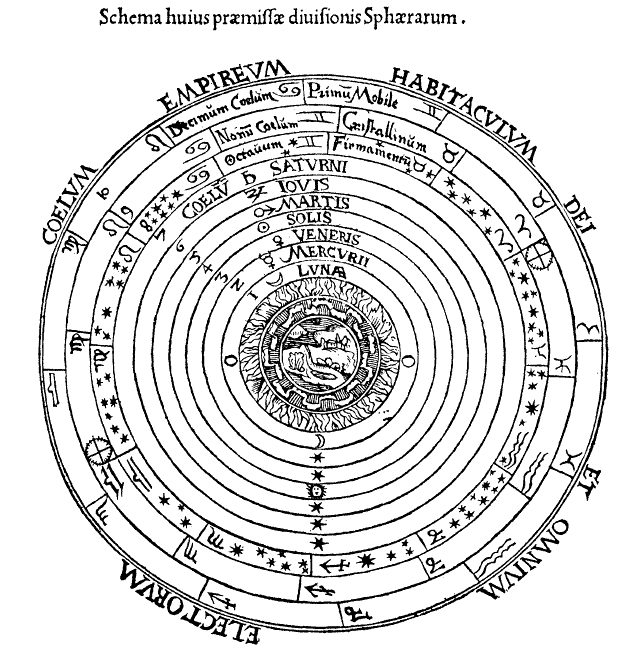
Système de Ptolémée.

L'astronomie faisait partie depuis le VIIIe siècle du quadrivium, une partie des arts libéraux, qui avaient été créés par Bède le Vénérable. Les représentations étaient encore très simples et surtout limitées à des finalités religieuses et de calcul du temps.
Des éléments d'astronomie antique commencèrent probablement d'être introduits en occident par Gerbert d'Aurillac, par ce qu'il apprit de la science musulmane (Al-Khwarizmi pour les mathématiques, et peut-être certains astronomes...) lors de son séjour en Catalogne, vers 970. On ne sait pas beaucoup de choses de ce séjour.
Gerbert d'Aurillac était par ailleurs un grand mathématicien et devint pape sous le nom de Sylvestre II entre 999 et 1003. Il est important, pour comprendre les enchaînements ultérieurs de l'Histoire, et de l'histoire de la cosmologie en particulier, d'être conscient que Gerbert d'Aurillac fut le premier à introduire la philosophie d'Aristote en occident.
Durant la plus grande partie du bas Moyen Âge, la conception de l'Univers a donc reposé sur une représentation géocentrique héritée de Ptolémée, astronome grec du IIe siècle, et des livres d'Aristote sur la représentation du monde. Tous les astres, y compris le Soleil qui est placé entre Vénus et Mars, tournent autour de la Terre en décrivant des orbites circulaires.
Mais ce modèle est imparfait car les mouvements des astres ne sont pas uniformes. Ptolémée fut le premier à indiquer la nécessité de « sauver les apparences » (sozein ta phainomena) en rajoutant des épicycles pour expliquer le mouvement rétrograde de certaines planètes. Les astronomes et les penseurs occidentaux pensaient alors que l'univers au-delà de l'atmosphère terrestre était totalement immuable. Les phénomènes célestes dérogeant à cette règle (comètes, novas, supernovas) étaient considérés comme de nature atmosphérique.

## La cosmologie copernicienne

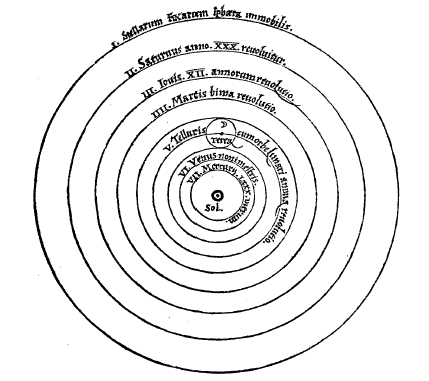
Système héliocentrique simplifié de Copernic extrait de De revolutionibus.

Au XVIe siècle, Copernic est le premier à oser abandonner la description géocentrique de l'Univers pour expliquer le mouvement des astres (1543). Déjà envisagée par Aristarque de Samos, la théorie héliocentrique de Copernic remet en cause la place de l'humanité dans l'Univers.
Cette théorie est rejetée par l'Église catholique romaine mais trouve écho auprès de Giordano Bruno qui affirme la pluralité des mondes habités. Il sera brûlé par l'Inquisition en l'an 1600 pour avoir refusé d'abjurer.
Lorsque Galilée met au point une lunette astronomique (1609) qui lui permet de découvrir les lunes de Jupiter, il y voit une preuve de la pluralité des centres dans l'Univers. Les découvertes de Galilée remettent en cause certaines conceptions prises à la lettre dans quelques livres d'Aristote (sphères parfaites,...). La mise à l'Index de 1616 interdit les écrits favorables à l'héliocentrisme, mais l'idée va faire son chemin.
Avec la révolution copernicienne, l'astronomie s'émancipe progressivement des dogmes purement religieux et est animée par la volonté de décrire l'Univers en tenant compte des observations scientifiques apportées par les nouveaux instruments optiques.
L'énonciation des lois de Kepler (1609 pour les deux premières, et 1616 pour la troisième) obéit encore à une conception copernicienne de l'astronomie. En permettant de décrire les mouvements des planètes sans plus recourir aux épicycles pour expliquer les anomalies du modèle copernicien, elles en constituent même l'aboutissement.
La conséquence de cette révolution sera l'effondrement des théories issues d'Aristote sur la représentation géocentrique du monde (sublunaire et supralunaire), entraînant dans son sillage, par les écrits philosophiques de René Descartes (1637 à 1644), le discrédit de la scolastique et l'écartement progressif de toute la philosophie d'Aristote.

## La cosmologie newtonienne
Avec la découverte par Isaac Newton de la théorie de la gravitation universelle, il devient possible d'étudier, par les outils du calcul mathématique, l'évolution temporelle des positions relatives des objets célestes. La théorie permet aussi d'apporter une réponse (partielle au début) opposant les géocentristes et les héliocentristes : elle explique en quoi c'est le Soleil, plus massif, qui est presque immobile au centre du système solaire, et non la Terre. La première preuve du mouvement de la Terre autour du Soleil attendra cependant le XVIIIe siècle et James Bradley, qui met en évidence l'aberration des étoiles.
À cette époque, les seuls objets identifiés comme tels sont encore uniquement ceux du système solaire. La nature des étoiles reste sujette à débat, même si se forge peu à peu l'idée que les étoiles sont des objets semblables au Soleil, mais situés considérablement plus loin, ce qui explique leur éclat bien plus faible. L'héliocentrisme sera dépassé au XVIIIe siècle avec la proposition de Thomas Wright qui imagine que le Soleil n'est qu'une étoile parmi d'autres au sein d'une galaxie, la Voie lactée.
Les théories cosmologiques de l'époque se limitent donc à la création du système solaire. Plus tard, au XIXe siècle, avec la découverte des distances des étoiles et de leur répartition dans la Voie lactée, c'est aussi la dynamique, la structure et l'évolution de la Galaxie qui entre dans le champ de la cosmologie.